# Andrena miranda
Andrena miranda är en biart som beskrevs av Smith 1879. Andrena miranda ingår i släktet sandbin, och familjen grävbin. Inga underarter finns listade i Catalogue of Life.

## Bildgalleri

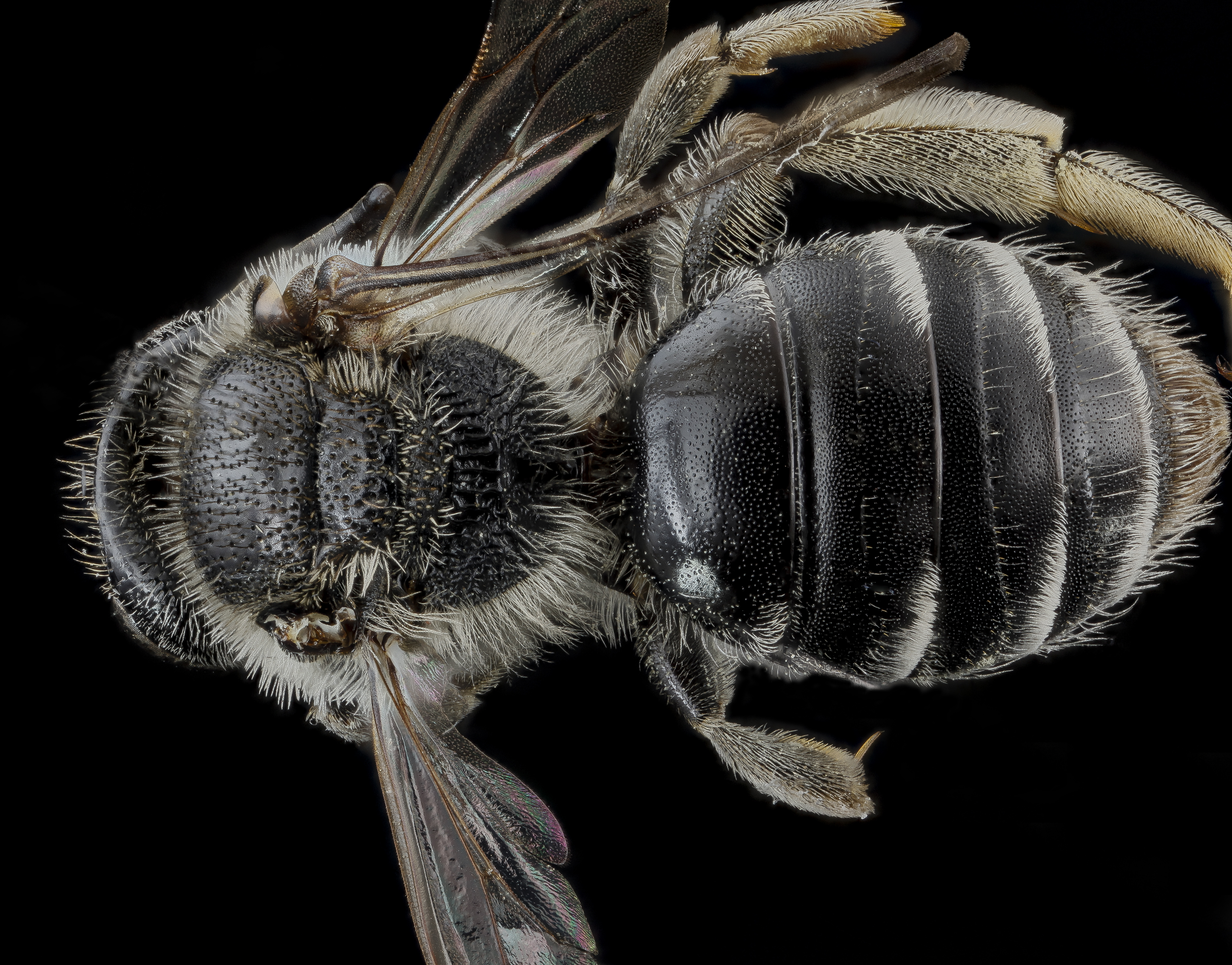
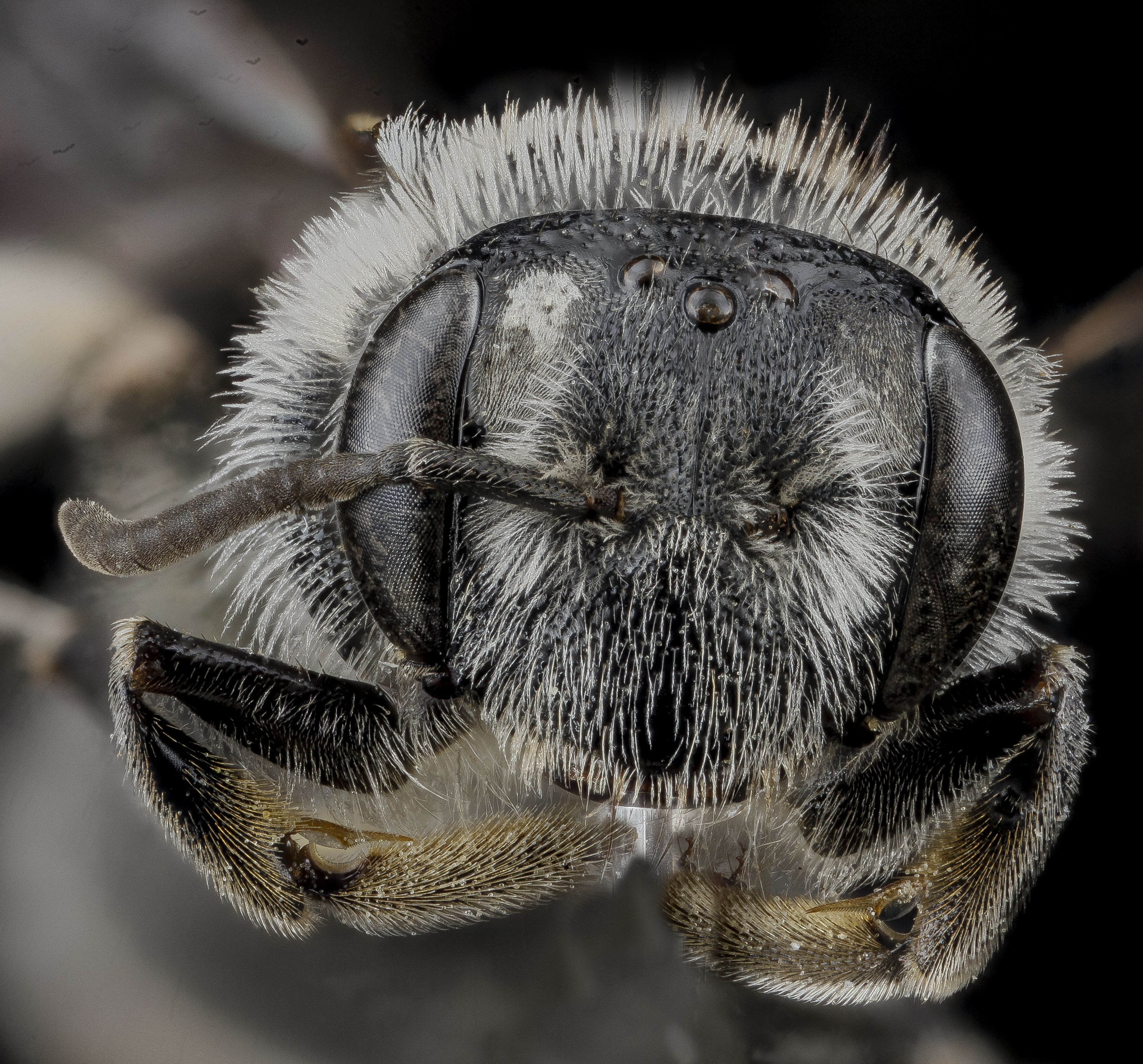
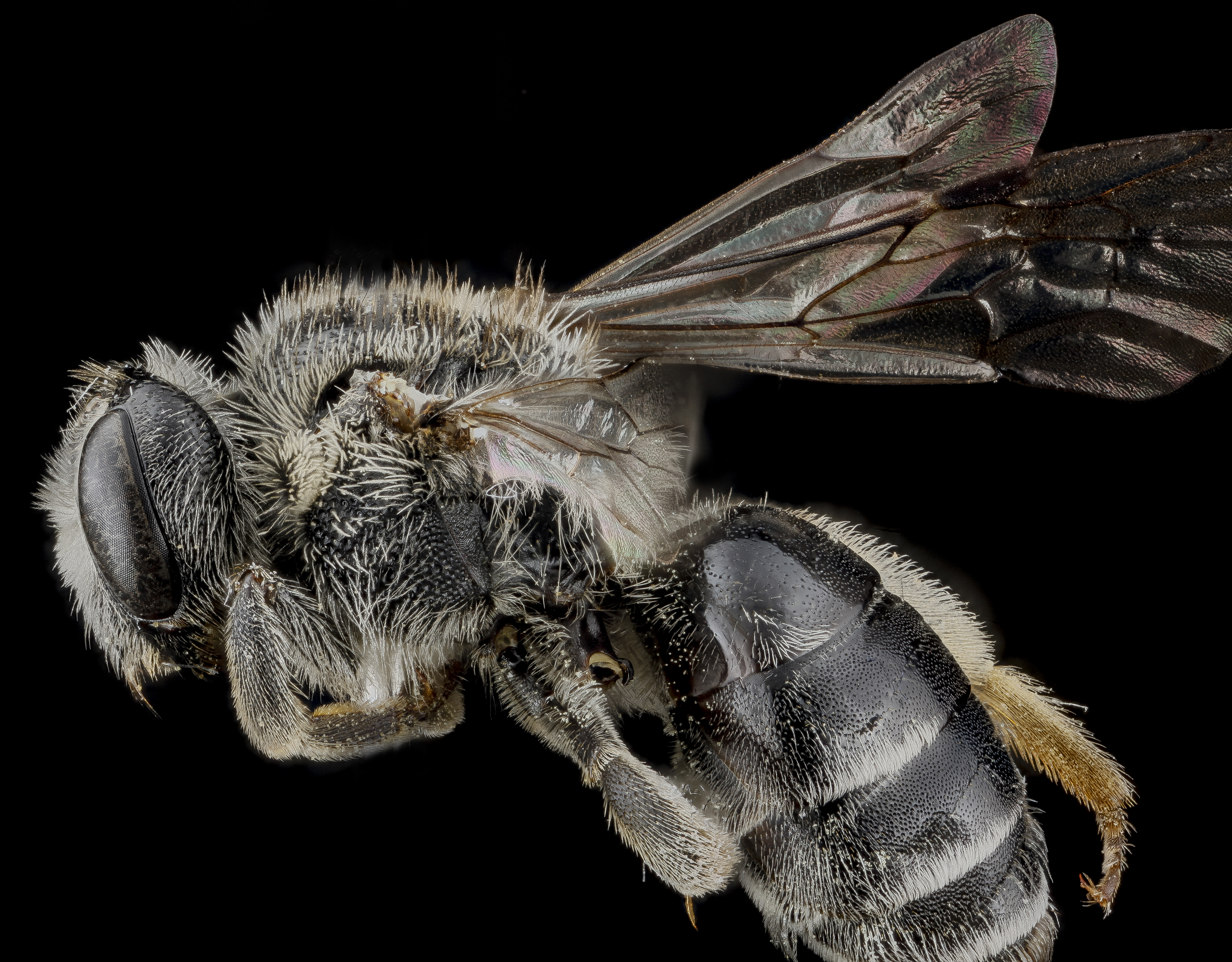